# Teodeberto di Baviera
Teodeberto di Baviera, (detto anche Teodberto, Teudeberto, Thodperto o Teodone) (685 – 719), fu duca dei Bavari dal 702, con ruoli minori nel governo del padre, e dalla morte di questi sino alla sua.
Egli era infatti il figlio maggiore di Teodone II di Baviera e di Folchaide. Apparteneva alla stirpe degli Ugobertidi. 

## Biografia
Dapprima venne associato al governo col padre nel 702, regnando a Salisburgo. Nel 711, suo fratello minore Teobaldo divenne coreggente ed il padre incominciò a dettare i piani per la divisione del ducato alla sua morte. Probabilmente prima del 715, venne decisa la divisione, ma se questa fosse territoriale o di coreggenza non è dato a sapersi. In questo scenario Teoberto pose la propria sede a Salisburgo sin dal 702. 
L'intento del padre era probabilmente quello di venire in aiuto di San Roberto, Vescovo di Salisburgo, e di difenderlo quando trasferì la capitale di Teoberto in quest'area Teodeberto. Teodeberto acconsentì a dare aiuti militari ad Ansprando ed a Liutprando nella loro riconquista dell'Italia nel 712. 
Alla morte di Teodone II, I quattro fratelli divisero i territori ma tutti morirono entro il 719 eccetto Grimaldo, che da quel momento governò da solo un unico ducato sino alla morte. 

## Famiglia e figli
Teodeberto sposò Regintrude, figlia di Ugoberto, siniscalco di Clodoveo III e conte palatino nel 697, e di sant'Erminia. Essi ebbero due figli: 
- Ugoberto, l'unico nipote di Teodone II che ereditò il ducato alla morte di Grimaldo
- Guntrude, che sposò Liutprando.

| Controllo di autorità | VIAF (EN) 103352496 · CERL cnp01204757 · GND (DE) 140039759 |